# Deutsches Atomprogramm
Das Deutsche Atomprogramm (AtP) war ein staatliches Forschungsprogramm zur friedlichen Nutzung der Kernenergie in der Bundesrepublik Deutschland, das 1955 durch den damaligen Atomminister, Franz Josef Strauß, ins Leben gerufen wurde und bis 1976 lief. Bereits ab 1958 wurde nach Verabschiedung durch die Deutsche Atomkommission das sog. „Eltviller Programm“ zum 1. Atomprogramm, welches Reaktorentwicklung koordinierte. Schwierigkeiten führten 1960 zur Aufgabe des Programms. Im Jahr 1963 wurde durch die Deutsche Atomkommission das 2. Atomprogramm aufgelegt. Eine weitere Aufteilung zählt das 3. Atomprogramm von 1968 bis 1972 und das 4. Atomprogramm von 1973 bis 1976.
Insgesamt wurden für diese vier Forschungsprogramme in 19 Jahren (gezählt von 1957 bis 1976) 4423,7 Millionen Euro aufgewendet.

## Geschichte
Die deutsche Wirtschaft war nach dem Ende des Zweiten Weltkriegs sehr an einer aktiven deutschen Atompolitik interessiert, denn schon seit September 1954 war die US-amerikanische Industrie im Atomreaktorgeschäft. Für Forschungszwecke boten die USA befreundeten Staaten angereichertes Uran an. Das unter Besatzungsstatut stehende Deutschland konnte zu dieser Zeit nicht darüber entscheiden; die interessierten deutschen Firmen beteiligten sich an den Plänen über die Physikalische Studiengesellschaft Düsseldorf mbH und stellten schon seit November 1954 erhebliche Mittel zur Verfügung. Pläne für Reaktorbauten gab es an den Standorten Karlsruhe und München. Ab dem 5. Mai 1955 war die Bundesrepublik ein souveräner Staat und konnte mit öffentlichen Mitteln in die Reaktorforschung und -entwicklung einsteigen. Die Politik sah in der Kernenergie eine Alternative zu den bisher verwendeten Energieträgern Kohle und Wasserkraft.
Im August 1955 fand schließlich in Genf die UNESCO-Konferenz für friedliche Nutzung der Atomkraft statt, die auch den Deutschen den Beginn der großtechnischen Entwicklung signalisierte. Die amerikanische Delegation brachte einen kleinen Demonstrationsreaktor mit und bot 350.000 US-Dollar Starthilfe für jeden Reaktorbau.
Am 6. Oktober 1955 berief Bundeskanzler Konrad Adenauer seinen bisherigen Sonderminister Franz Josef Strauß zum Atomminister, im extra hierfür gegründeten Bundesministerium für Atomfragen. Strauß erarbeitete in seiner kurzen Amtszeit bis 1956 den sogenannten Drei-Stufen-Plan für ein eigenes deutsches Atomprogramm. Seine Amtsnachfolger schrieben dies in den Jahren 1963–1967, 1968–1972 und 1973–1976 fort.
Hauptaufgabe war es in der ersten Stufe des Programms, den in der Zeit des Nationalsozialismus erfolgten Exodus von qualifizierten Wissenschaftlern und Technikern auszugleichen. In der zweiten Stufe erfolgte der Erwerb von fünf Forschungsreaktoren aus den USA und Großbritannien. Diese wurden in München, Frankfurt, Königsforst bei Köln, Berlin und Hamburg errichtet. Schließlich war in der dritten Phase des Programms die Errichtung eines Kernreaktors deutscher Konstruktion und Fabrikation durch das Reaktorzentrum Karlsruhe vorgesehen. Anfang 1973 veranstaltete das damalige Bundesforschungsministerium eine öffentliche Diskussion zum vierten Teil des Atomprogramms.